# Thomas Webster (Geologe)
Thomas Webster  (* 1773 auf Orkney; † 26. Dezember 1844 in London) war ein britischer Architekt und Geologe.

## Leben
Webster ging in Aberdeen zur Schule und studierte Architektur und Landwirtschaft in London. Darauf folgten Studienreisen in England und Frankreich. Von ihm stammt der Entwurf der Royal Institution in der Albemarle Street, in der er selbst ab 1779 angestellt war und 1830 die Christmas Lectures hielt. 
Als Geologe erforschte die Geologie (Tertiär, Jura, Kreide) der Isle of Wight (was entsprechende Abschnitte in der 1816 erschienenen Beschreibung von Henry Charles Englefield beeinflusste) und anderer Teile Südenglands wie Hampshire und Dorset (zum Beispiel Isle of Portland, Isle of Purbeck). Von 1812 bis 1826 war er Kurator, Bibliothekar und Zeichner der Geological Society of London, deren Transactions er herausgab und deren Sekretär er von 1819 bis 1827 war, und 1841/42 erster Professor für Geologie am University College London.
Er war ein guter Zeichner und Aquarellist.
Ein Mineral (Websterit) wurde nach ihm benannt, später aber als Aluminit beschrieben.